# Ламазьер-От
Ламазье́р-От (фр. Lamazière-Haute, окс. La Masiera Nauta) — коммуна во Франции, находится в регионе Лимузен. Департамент — Коррез. Входит в состав кантона Эйгюранд. Округ коммуны — Юссель.
Код INSEE коммуны — 19103.
Коммуна расположена приблизительно в 360 км к югу от Парижа, в 95 км восточнее Лиможа, в 70 км к северо-востоку от Тюля.

## Население
Население коммуны на 2008 год составляло 72 человека.
| 1962 | 1968 | 1975 | 1982 | 1990 | 1999 | 2008 |
| ---- | ---- | ---- | ---- | ---- | ---- | ---- |
| 123  | 126  | 100  | 93   | 82   | 82   | 72   |

## Экономика

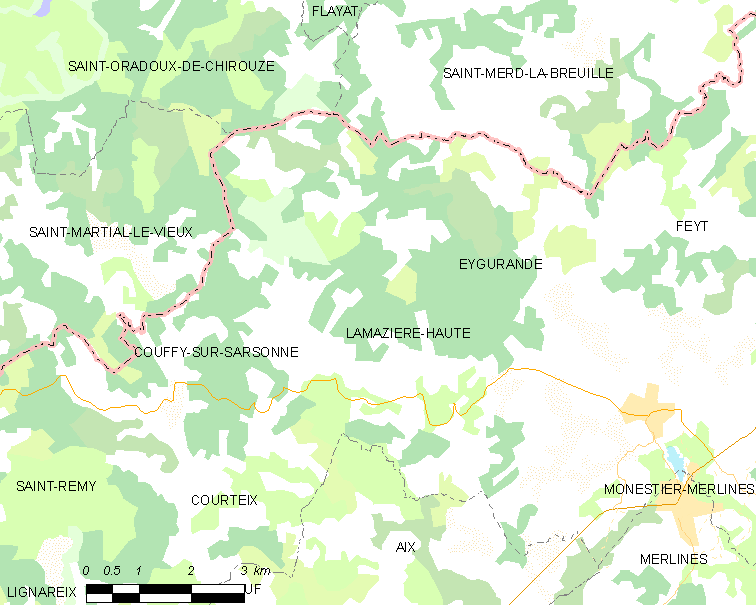
Карта коммуны

В 2007 году среди 45 человек в трудоспособном возрасте (15-64 лет) 35 были экономически активными, 10 — неактивными (показатель активности — 77,8 %, в 1999 году было 74,2 %). Из 35 активных работали 32 человека (21 мужчина и 11 женщин), безработных было 3 (1 мужчина и 2 женщины). Среди 10 неактивных 1 человек был учеником или студентом, 8 — пенсионерами, 1 был неактивным по другим причинам.

## Достопримечательности
- Дольмен Пейро-Купельеро. Памятник истории с 1976 года[3]